# Karolina Gajewska
Karolina Gajewska (* 31. Juli 1972 in Działdowo) ist eine polnische Lehrerin und Politikerin (PiS) und gehörte von 2005 bis 2007 dem Sejm in dessen V. Wahlperiode an.

## Leben und Beruf
Sie absolvierte die Päpstliche Universität Johannes Paul II. in Krakau und war anschließend Religionslehrerin in Lidzbark Welski. Sie wohnt in Lidzbark, wo sie als Lehrerin arbeitet. Sie ist nicht verheiratet.

## Politik
Seit der Parlamentswahl 2005 war sie Abgeordnete der Partei Prawo i Sprawiedliwość (PiS) im Sejm. Sie wurde mit 4.784 Stimmen aus dem Wahlkreis 34 Elbląg gewählt. Bei der Parlamentswahl 2007 kandidierte sie erneut, wurde aber nicht gewählt und schied daher aus dem Sejm aus.